# 리듬 체조

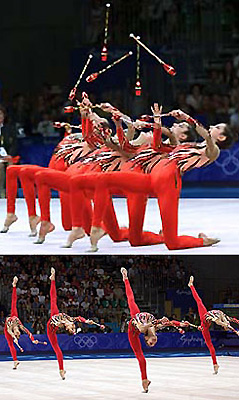

리듬 체조(문화어: 예술체조)(리듬 體操, rhythmic gymnastics)는 율동적인 움직임과 음악을 결합시켜 개성을 풍부하게 표현하는 운동으로, 개인 또는 팀이 곤봉, 후프, 공, 리본, 줄 등의 기구를 이용한다. 즉 신체조(新體操) 또는 현대리듬체조(modern rhythmic gymnastics)라고도 한다.

## 개요 및 특성
19세기 후반 유럽의 덩컨, 라반, 보데 등이 체조에서 미적 표현, 자연성을 강조한 율동적인 체조를 창안하면서 비롯되었다. 리듬체조는 마루운동, 맨손체조, 무용 등의 요소가 가미된 전신 운동으로, 순발력, 조정력, 유연성을 향상시키고 스트레스를 줄인다 .
대한민국에는 1976년 신체조로 소개되었으며, 1984년 23회 LA 올림픽에서 정식 종목으로 채택되었다.
북한에서는 1967년 코펜하겐 세계대회 때부터 출전하였고, 1971년 쿠바 대회에서는 소선덕이 금메달을 땄다. 1980년대 후반에는 선수 인구만 3만 명에 이르는 등, 정책적으로 리듬체조를 키우고 있다고 보도되었고, 1991년 유니버시아드에서는 리경희가 3관왕, 리숙영이 2관왕에 오르기도 하였다.
온 몸의 근력을 최대한 사용해야 하기 때문에 체력소모가 장난이 아니며, 리듬체조 선수들은 대개 20대 중반에 모두 은퇴하게 된다. 이유로는 20대가 한참 넘어가면 급격하게 체력이 떨어지기 때문이라고 한다.

## 기구와 기본 동작

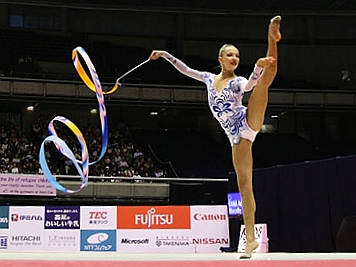
리본
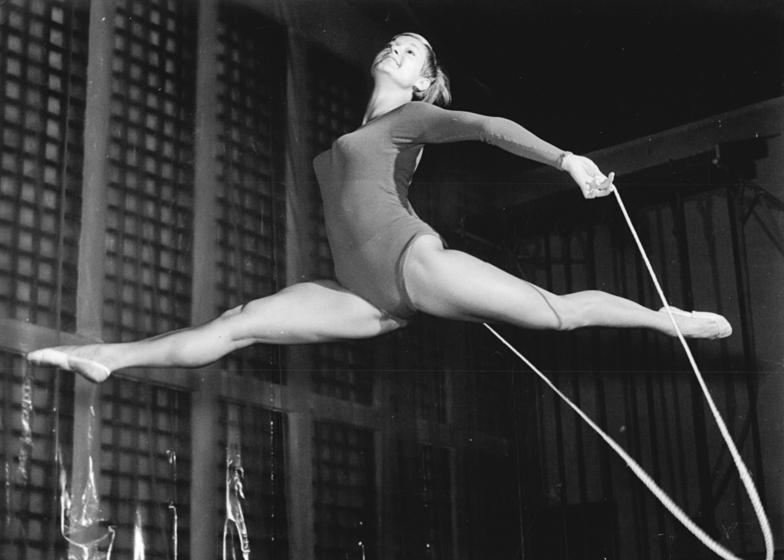
줄
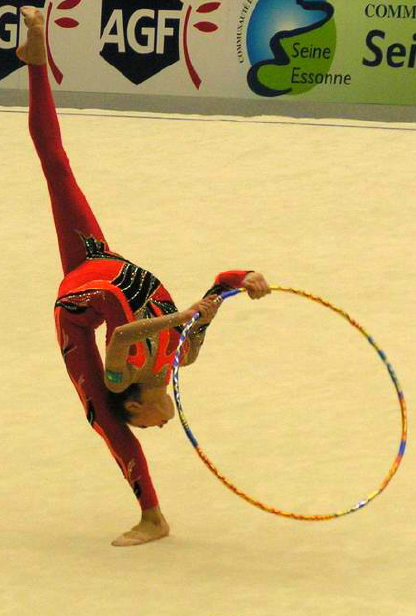
후프
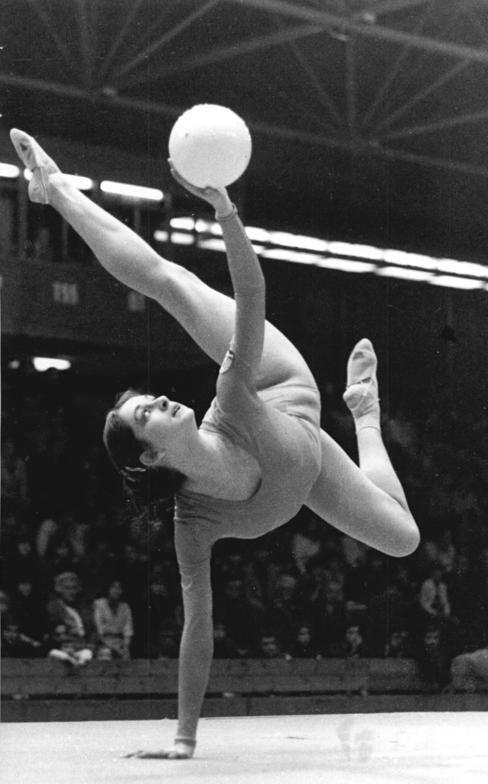
공
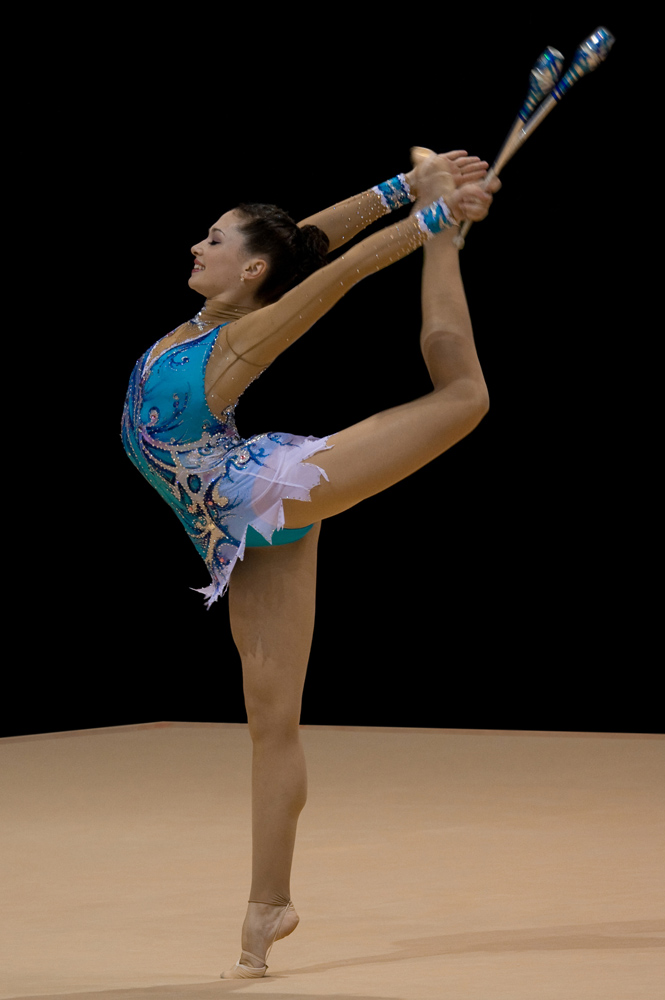
곤봉

리본
기본 동작으로 흔들기, 던지기, 돌리기, 바꿔 잡기, 휘돌리기, 풀기, 넘기 등이 있는데, 동작 사이에 정지가 없도록 실시해야 한다. 리본 모양으로는 좌우 흔들기, 원, 물결(파도), 호, 나선, 용수철 등이 있다. 리본은 길이 6m, 폭 4~6cm, 손잡이 길이 50~60cm로 규정되어 있으며, 양손을 고루 사용해야 한다.
줄
기본 동작으로는 뜀뛰기(줄넘기, 뛰어넘기), 흔들기, 돌리기, 던지기, 잡기, 받기, 휘감기 등이 있다. 줄의 속도는 조화롭게 변화시키며, 움직임은 연속성과 탄력성을 유지해야 한다.
후프
기본 동작으로는 굴리기, 흔들기, 돌리기, 허리 굽혀 빠지기, 던지기, 잡기(쥐기), 넘기, 휘돌리기 등이 있으며, 후프를 움직일 때에는 면이 바르게 유지되도록 해야 한다. 후프는 지름 80~90cm의 목재 또는 플라스틱 제품으로 규정되어 있다.
공
기본 동작으로는 던져서 받기, 튀기기, 굴리기, 돌리기, 흔들기, 휘돌리기, 바꿔 잡기 등이 있다. 손과 공 사이의 저항을 줄여 소리가 나지 않도록 연기할 때 주의해야 한다. 동작의 중단이 없도록 실시하며, 공을 던지고 받을 때에는 반드시 전신을 이용한다. 공은 직경 18~20cm, 무게 400g 내외로 규정되어 있다.
곤봉
기본 동작으로는 흔들기, 돌리기, 던지기, 받기, 때리기(부딪치기, 마주치기), 풍차돌리기, 휘돌리기 등이 있다. 반드시 양손을 사용해야 하며, 무게 150g 이상, 길이 40~ 50cm인 목재 곤봉을 사용한다.
- 리본
- 줄
- 후프
- 공
- 곤봉
- 파일:'''

## 경기 방법 및 규칙
- 경기장

탄력이 없는 12×12m인 마루(floor).
- 연기 시간

개인 경기는 90초, 단체 경기는 150초.
- 개인 종합 경기

후프, 곤봉 ,볼, 리본 연기의 합산 점수로 순위를 결정한다. 올림픽 종목이다.
- 종목별 결승 경기

각 종목의 상위 8명 참가. 올림픽에서는 제외된다.
- 단체 경기

5명의 선수가 한 팀을 이루어 한 개의 자유 종목을 연기하여(단일수구+복합수구) 순위를 결정한다. 개인 종합과 수구를 던지고 받는 방법이 다르므로, 두 종목에 모두 나오는 선수는 없다.
- 연기의 구성

고급 난이도 2개, 중급 난이도 6개로 구성한다.
- 심판과 채점

4-6명으로 구성하며 보통 주심 1명, 심판원 4명이 일반적이다. 이 경우의 채점에서 주심은 제외되며, 4명의 심판원 중 최고점과 최하점을 제외한 나머지 득점수의 평균점으로 결정한다. 심판이 6명으로 구성되었을 때는 주심을 2명 둘 수도 있으며, 이때 4명의 심판원으로 채점을 한다. 주심을 1명으로 정했을 때는 5명의 심판원 중 최고 및 최하를 뺀 나머지 3명의 심판원의 평균점으로 결정한다. 어느 경우나 10점 만점으로 채점하며, 0.1점 단위로 계산한다.
- 주요 감점 내용

기구를 떨어뜨리자마자 주웠을 때 : 위치 변동이 없으면 0.1 감점, 수구를 교체하면 0.1 감점, 진로 수구를 방해하면 0.1 감점.
기구가 몸에 닿았을 때 : 한 번마다 0.2 감점, 한두 발 걸으면 0.3 감점.
예비 수구를 사용했을 때 : 0.7점의 감점.

## 같이 보기
- 기계 체조